# Margaret Molesworth
Maud Margaret »Mall« Mutch Molesworth, avstralska tenisačica, * 18. oktober 1894, Brisbane, Avstralija, † 9. julij 1985, Sydney, Avstralija.
Trikrat se je uvrstila v finale turnirjev za Prvenstvo Avstralije v posamični konkurenci. Dvakrat zapored je turnir osvojila, v letih  1922 in 1923, obakrat je v finalu premagala Esno Boyd Robertson. Leta 1934 pa jo je v finalu premagala Joan Hartigan. Turnir je osvojila tudi trikrat v konkurenci ženski dvojic skupaj s Emily Hood Westacott, enkrat se je še uvrstila v finale, kot tudi v konkurenci mešanih dvojic. 

## Finali Grand Slamov

### Posamično (3)

#### Zmage (2)
| Leto | Turnir                   | Nasprotnica v finalu | Rezultat finala |
| 1922 | Prvenstvo Avstralije     | Esna Boyd Robertson  | 6–3, 10–8       |
| 1923 | Prvenstvo Avstralije (2) | Esna Boyd Robertson  | 6–1, 7–5        |

#### Porazi (1)
| Leto | Turnir               | Nasprotnica v finalu | Rezultat finala |
| 1934 | Prvenstvo Avstralije | Joan Hartigan        | 1–6, 4–6        |

### Ženske dvojice (4)

#### Zmage (3)
| Leto | Turnir                   | Partnerica           | Nasprotnici v finalu                      | Rezultat finala |
| 1930 | Prvenstvo Avstralije (2) | Emily Hood Westacott | Marjorie Cox Crawford Sylvia Lance Harper | 6–3, 0–6, 7–5   |
| 1933 | Prvenstvo Avstralije (3) | Emily Hood Westacott | Joan Hartigan Marjorie Gladman            | 6–3, 6–2        |
| 1934 | Prvenstvo Avstralije (4) | Emily Hood Westacott | Joan Hartigan Ula Valkenburg              | 6–8, 6–4, 6–4   |

#### Porazi (1)
| Leto | Turnir               | Partnerica   | Nasprotnici v finalu                    | Rezultat finala |
| 1923 | Prvenstvo Avstralije | Beryl Turner | Esna Boyd Robertson Sylvia Lance Harper | 1–6, 4–6        |

### Mešane dvojice (1)

#### Porazi (1)
| Leto | Turnir               | Partner       | Nasprotnika v finalu            | Rezultat finala |
| 1923 | Prvenstvo Avstralije | Bert St. John | Sylvia Lance Harper Horace Rice | 6–2, 4–6, 4–6   |